# PL/M
PL/M (sigla de Programming Language for Microcomputers, o Llenguatge de programació per microordinadors) va ser un llenguatge de programació desenvolupat per Gary Kildall el 1972 per als microprocessadors Intel.
El llenguatge incorpora idees prestades dels llenguatges PL/I, ALGOL i XPL, i posseeix un preprocessador de macros integrat. Contràriament als llenguatges evolucionats contemporanis, com Pascal, C o C++, no té rutines d'entrada/sortida estàndards. Tanmateix, sent especialment concebut per a certs processadors, és molt més eficient que altres llenguatges per a certes operacions de baix nivell. El sistema operatiu CP/M, així com el microprogramari per al Service Processor Component de l'AS/400 han estat escrits en PL/M. S'han fet compiladors de PL/M per als següents controladors/processadors: Intel 4004, 8008, 8080, 8085, 8051, 80196, 8086/8088, 80186/80188, 286 i 386.
Encara que PL/M ja no sigui suportat per Intel, encara existeixen compiladors i eines de traduccions PL/M cap a C, a causa de la longevitat d'uns quants sistemes d'ordinadors.